# بخش کورین
بخش کورین یکی از بخش‌های شهرستان زاهدان در استان سیستان و بلوچستان ایران است.
اکثریت مردم ساکن در این بخش از طایفه شه بخش هستند.

## تقسیمات کشوری
- بخش کورین
  - دهستان کورین
  - دهستان شورو

شهر: سرجنگل

## جمعیت
بنابر سرشماری مرکز آمار ایران، جمعیت بخش کورین در سال ۱۳۹۵ برابر با ۲۵٬۸۹۸ نفر بوده‌است.

## رتبه در استان
بخش کورین ششمین بخش پرجمعیت و بزرگ استان سیستان و بلوچستان است.
لیست ۹ بخش بزرگ استان سیستان و بلوچستان که در آینده شهرستان خواهند شد:
- منبع:فهرست بخش های استان سیستان و بلوچستان

| ردیف | نام بخش       | نام شهرستان | جمعیت سال ۱۳۹۵ |
| ---- | ------------- | ----------- | -------------- |
| ۱    | باهوکلات      | دشتیاری     | ۳۴٬۷۴۸ نفر     |
| ۲    | پارود         | راسک        | ۳۴٬۷۳۰ نفر     |
| ۳    | پلان          | چابهار      | ۳۳٬۰۰۴ نفر     |
| ۴    | پیشین         | راسک        | ۳۰٬۲۳۲ نفر     |
| ۵    | بنت           | نیک‌شهر      | ۲۸٬۷۲۲ نفر     |
| ۶    | کورین         | زاهدان      | ۲۵٬۸۹۸ نفر     |
| ۷    | جلگه چاه هاشم | دلگان       | ۲۵٬۴۹۵ نفر     |
| ۸    | بم‌پشت         | سراوان      | ۲۵٬۰۲۶ نفر     |
| ۹    | صابری         | نیمروز      | ۲۳٬۳۲۴ نفر     |

جمعیت بخش کورین در سال ۹۵ بالغ بر ۲۵ هزارنفر بوده است و آمار حاکی از آن است که در سال ۱۴۰۰ بیش از ۳۰ هزارنفر جمعیت داشته است و جمعیت آن از ۲ شهرستان زیر بیشتر است.
| ردیف | نام شهرستان | مرکز شهرستان | سال تأسیس | جمعیت ۱۳۹۵ |
| ---- | ----------- | ------------ | --------- | ---------- |
| ۱    | گلشن        | جالق         | ۱۳۹۹      | ۲۹،۶۲۶     |
| ۲    | زرآباد      | زرآباد       | ۱۴۰۰      | ۲۰،۱۹۷     |